# Abborrtjärnen (Svärdsjö socken, Dalarna, 672751-150879)
Abborrtjärnen är en sjö i Falu kommun i Dalarna och ingår i Dalälvens huvudavrinningsområde.